# Wiktor Semjonowitsch Abramow

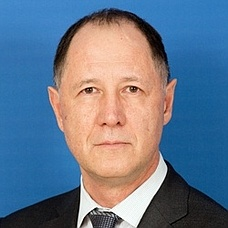
Wiktor Semjonowitsch Abramow

Wiktor Semjonowitsch Abramow (russisch Виктор Семёнович Абрамов; * 18. August 1956 in Mingkusch) ist ein russischer Politiker der Partei Einiges Russland.

## Leben
Abramow studierte am Moskauer Staatlichen Sergo-Ordschonikidse-Luftfahrtinstitut.
1996 wurde er Leiter der Agentur "Emercom" beim Katastrophenschutzministerium Russlands.
Zwischen 2000 und 2002 war er stellvertretender Vorsitzender des Zentralen Exekutivausschusses der "Einheitspartei".
Von 2004 bis 2012 bekleidete Abramow den Posten des stellvertretenden Leiters des Zentralen Exekutivausschusses von "Einiges Russland" für Finanzfragen.
Er war von 2006 bis 2011 Abgeordneter der russischen Duma.
Zuvor war er 2004 Mitglied im Föderationsrat Russlands für die Oblast Twer, 2011 bis 2016 war er dies erneut. Seit 2016 gehört er dem Föderationsrat als Vertreter für die Oblast Moskau an.
Für seine Rolle bei der "Entwicklung des russischen Parlamentarismus" wurde Abramow im März 2017 mit dem Orden der Ehre ausgezeichnet.